# Eunidia bituberata
Eunidia bituberata es una especie de escarabajo longicornio del género Eunidia, categorizada en la tribu Eunidiini, de la subfamilia Lamiinae. Fue descrita por Breuning en 1939.

## Descripción
Mide 13-15 mm de longitud.

## Distribución
Se distribuye por Camerún, Mozambique, República del Congo y Zambia.